# Aerangis monantha
Aerangis monantha är en orkidéart som beskrevs av Rudolf Schlechter. 
Aerangis monantha ingår i släktet Aerangis och familjen orkidéer. Artens utbredningsområde är Madagaskar. Inga underarter finns listade i Catalogue of Life.